# Lijst van de burgemeester
Lijst van de burgemeester (kortweg afgekort als LVB of LB) is een kandidatenlijst in de Belgische gemeentepolitiek, bedoeld om bij verkiezingen een meerderheid van stemmen voor de gemeenteraad te behalen. Bij de voordracht van de burgemeester door de gemeenteraad zal de zittende burgemeester daardoor de zekerheid hebben zijn functie te kunnen voortzetten.
De lijst van de burgemeester heeft niet altijd dezelfde samenstelling. Uiteraard maakt de politieke partij waar de burgemeester lid van is er meestentijds deel van uit, maar hoe de coalitie verder uitvalt hangt af van welke andere politieke groeperingen en personen het beleidsprogramma wensen te ondersteunen.